# Иоанн Дамаскин

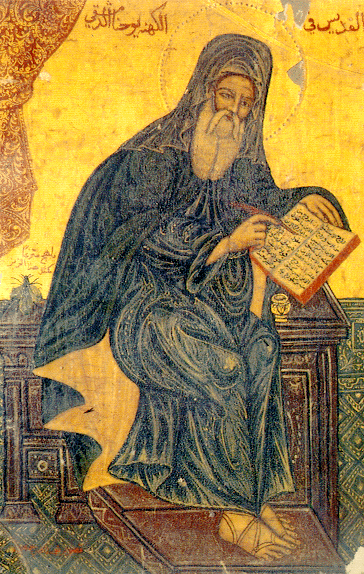
Святой Иоанн Дамаскин (арабская икона)

Иоа́нн Дамаски́н (араб. يوحنا الدمشقي‎, Юханна ад-Димашки; греч. Ἰωάννης ὁ Δαμασκηνός; лат. Iohannes Damascenus — Иоанн из Дамаска; ок. 675, Дамаск, Арабский халифат — ок. 753 (780), Лавра Саввы Освященного), также известный как греч. ὁ Χρυσορρόας, то есть «золотой поток»; при рождении Мансур ибн Серджун ат-Таглиби (араб. منصور بن سرجون التغلبي‎) — христианский святой, почитаемый в лике преподобных, один из Отцов Церкви, богослов, философ и гимнограф.
Память в Православной церкви совершается 4 декабря (по юлианскому календарю), в Католической церкви с 1890 по 1969 года совершалась 27 марта, после 1969 года совершается 4 декабря (по григорианскому календарю).
Средневековый способ расчёта пасхалии (даты Пасхи) известен как «рука Иоанна Дамаскина» («рука дамаскинова»).

## Биография
Его тёзка-дед и его отец Серджун ибн Мансур служили в Дамаске в звании «великого логофета», то есть откупщика, и при ромейском (византийском) владычестве, и при персидской оккупации, дед участвовал в передаче власти арабам, а отец служил при дворе халифа Абд ал-Малика ибн Марвана. Впоследствии его сменил сам Иоанн.
По преданию, Иоанн учился точным наукам и музыке вместе с братом Косьмой (впоследствии — епископ Маюмский) у некоего пленного инока из Калабрии (тоже по имени Косьма). После введения арабского языка (вместо греческого) как единственного государственного, в том числе, налоговой администрации, около 706 года или в 710-х годах принял пострижение в монастыре святого Саввы близ Иерусалима и, вероятно, был рукоположён во священника.
В период иконоборчества выступал в защиту почитания икон, автор «Трёх защитительных слов в поддержку иконопочитания», в которых иконоборчество понимается как христологическая ересь, а также впервые различается «поклонение», подобающее только Богу, и «почитание», оказываемое тварным вещам, в том числе и иконам. Иконоборческий собор 754 года четырежды подверг Иоанна анафеме, но VII Вселенский собор подтвердил верность его учения.
Скончался около 753 года (по другим данным, около 780 года) и был погребён в лавре Саввы Освященного возле раки с мощами преподобного Саввы. В правление императора Андроника II Палеолога (1282—1328) его мощи были перенесены в Константинополь.
В настоящее время известно о нахождении мощей святого Иоанна в лавре Саввы Освященного, монастыре Георгия Аламана (близ села Пендакомо, Кипр), монастыре Иоанна Богослова на Патмосе (Греция) и в церкви Сан-Джорджо-деи-Гречи (Венеция).
Уже в конце VIII века Иоанн Иерусалимлянин составил его первое жизнеописание. В XI веке, когда Антиохия была завоёвана сельджуками, монах монастыря святого Симеона в окрестностях Антиохии, Михаил, знакомый с греческим и арабским языками, написал по-арабски житие Иоанна Дамаскина на основании различных полезных историй, о чём он сам говорит во введении.

### Икона «Троеручица»

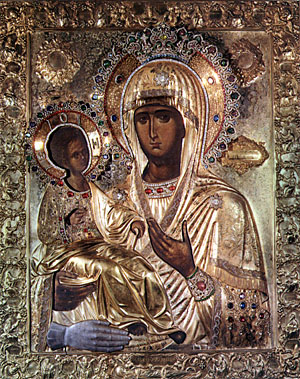
Икона Божией Матери «Троеручица» (Трихейруса) из афонского монастыря Хиландар

По преданию, с именем Иоанна связывают возникновение одного из образов Богородицы. Когда в Византии возникла ересь иконоборчества, поддержанная императором Львом III Исавром, Иоанн написал три трактата в защиту иконопочитания и направил их императору. Лев Исавр пришёл в ярость, но ничего не мог сделать, так как Иоанн был подданным халифа. Чтобы помешать Иоанну писать труды в защиту икон, император прибегнул к клевете. От имени Иоанна было составлено подложное письмо, в котором дамасский министр будто бы предлагал императору свою помощь в завоевании сирийской столицы. Это письмо и ответ на него императора были направлены халифу. Иоанн был отстранён от должности и наказан отсечением кисти правой руки, которая была повешена на городской площади. Спустя некоторое время Иоанн получил отсечённую руку обратно и, затворившись у себя, приложил кисть к руке и стал молиться перед иконой Богородицы. Через некоторое время он заснул, а проснувшись, обнаружил, что рука чудесным образом приросла. В благодарность за исцеление Иоанн приложил к иконе сделанную из серебра руку, которая воспроизводится на многих списках иконы, получившей именование «Троеручица». В благодарность об исцелении им было написано также песнопение «О Тебе радуется…».

## Сочинения

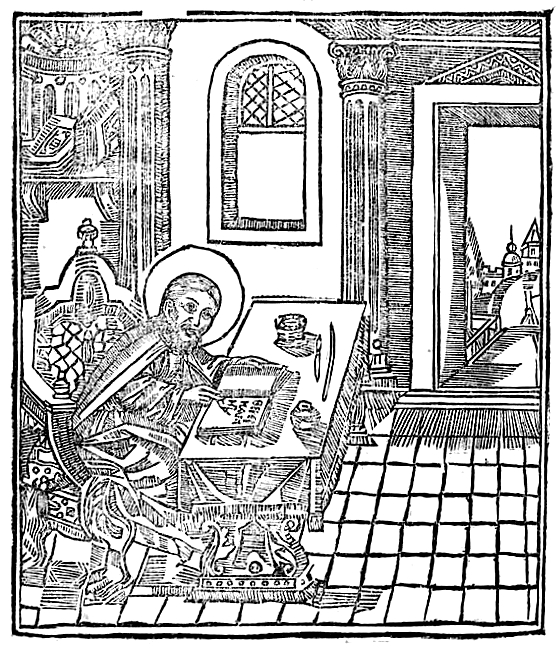
Святой Иоанн Дамаскин за работой. Гравюра из «Октоиха» изданного в Кутеинской типографии в 1646 году

Иоанн Дамаскин известен как крупнейший систематизатор христианского вероучения; ему принадлежит фундаментальный труд «Источник знания», включающий в себя философский («Диалектика»), обличительный («О ересях») и догматический («Точное изложение Православной веры») разделы.
К полемическим сочинениям относятся «Три слова в защиту иконопочитания» (против иконоборцев), слова против несториан, монофизитов (акефалов, яковитов), монофелитов, манихеев и возможно, «Беседа сарацина с христианином» (против ислама).
Кроме того, Иоанну принадлежит ряд проповедей о Богородице.
Экзегетикой Иоанн Дамаскин занимался сравнительно мало, он составил несамостоятельные толкования на Послания апостола Павла, которыми, возможно, пользовались епископ Икумений и блаженный Феофилакт Болгарский.
Иоанну приписывается житие святых Варлаама и Иоасафа, но, по утверждению протоиерея Георгия Флоровского, оно было составлено ещё в середине VII века в обители преподобного Саввы другим Иоанном.
Иоанном был написан ряд канонов, особых песнопений палестинского типа, с IX века вошедших в употребление восточной Церкви. Им были написаны Канон Пасхе, Рождеству и ряду других христианских праздников. Кроме того, считается, что Иоанн составил воскресный «Октоих» (Осмогласник, Октай). Именем Иоанна Дамаскина надписаны некоторые молитвы, вошедшие в состав последования вечерних молитв и ко Святому Причащению.

## В искусстве
Кантата для хора и оркестра «Иоанн Дамаскин», написанная русским композитором Сергеем Ивановичем Танеевым на слова A. К. Толстого (op. 1) в 1884 году.

## Галерея

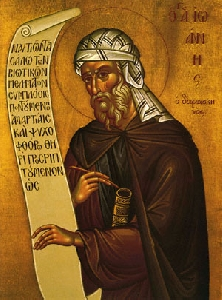
Греческая икона с изображением Иоанна Дамаскина.
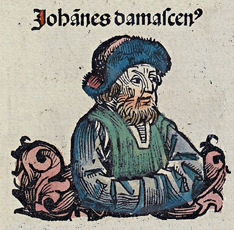
Иоанн Дамаскин в Нюрнбергской хронике
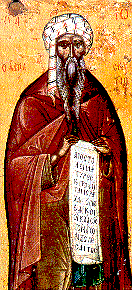
Иоанн Дамаскин (греческая икона)
Ioannis Damasceni Opera, 1603
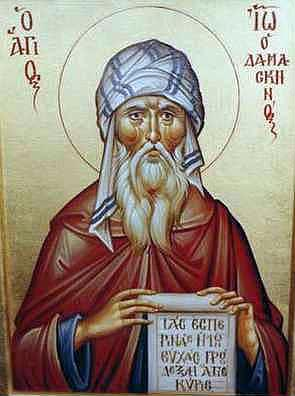
Иоанн Дамаскин

## Русские переводы
- Полное собрание творений Св. Иоанна Дамаскина. СПб., 1913. Том 1..pdf
- Творения преподобного Иоанна Дамаскина Источник знания Пер. с греч. и коммент. Д. Е. Афиногенова, А. А. Бронзова, А. И. Сагарды, Н. И. Сагарды. — М.: Индрик, 2002. — 416 с. — (Святоотеческое наследие. Т. 5) ISBN 5-85759-186-4
- Творения преподобного Иоанна Дамаскина. Христологические и полемические трактаты. Слова на богородичные праздники / Пер. свящ. Максима Козлова и Д. Е. Афиногенова (М. 1997). Стр. 194—201 ISBN 5-7248-0044-6
- Слово преподобного Иоанна Дамаскина о поклонении святым иконам // Жития святых на русском языке, изложенные по руководству Четьих-Миней свт. Димитрия Ростовского : 12 кн., 2 кн. доп. — М.: Моск. Синод. тип., 1903—1916. — Т. XII: Август, День 16. — С. 280.